# Cincinnati, Indianapolis and Western Railroad
Le Cincinnati, Indianapolis and Western Railroad (sigle de l'AAR: CIWN) était un chemin de fer américain de classe I qui opérait dans l'Ohio, l'Indiana, et l'Illinois.

## Histoire
Le Cincinnati, Indianapolis and Western Railway fut créé en 1902 à la suite de la fusion de l'Indiana, Decatur and Western Railway et du Cincinnati, Hamilton and Indianapolis Railroad. D'autres prédécesseurs incluaient l'Indiana and Illinois Central Railway, l'Indianapolis Decatur and Springfield Railway, et l'Indianapolis Decatur and Western Railway.
Il fut réorganisé en 1915 sous le nom de Cincinnati, Indianapolis & Western Railroad.
En 1956, il ne figurait plus dans le classement des chemins de fer de classe I.